# سيال
قبيلة سيال (بالإنجليزية: Siyal)‏ هي قبيلة مسلمة من الرعاة الرحل التي تستوطن منطقة البنجاب المنقسمة بين الهند وباكستان تعتبر من أكبر قبائل باكستان.
يذكر بعض المؤرخين أن قبيلة سيال هي تفرع من قبيلة راجبوت (وأصلها «راج بوترا» بالسنسكريتية، وتعني «ابن الملك») هو مصطلح يُطلق على أبناء قبائل تقطن غرب ووسط وشمال الهند وشرق باكستان وهذا يدل أن قبيلة سيال تنحدر من أصول ملكية حكمت فترة من الزمان أجزاء من شبه القارة الهندية.
يقطن أغلب أفراد القبيلة جمهورية باكستان الإسلامية حيث أنهم يعملون في مجال الزراعة والتجارة إضافة إلى تقلد البعض منهم مناصب في برلمان البنجاب والسند وبلوجستان. ويعتبر السياليون من السكان الأصليين لباكستان، كما أن لهم وجود في دول كثيرة في العالم منها على سبيل المثال الهند كونها البلد الأساس قبل استقلال باكستان عن الهند، كما يتواجد أعداد منهم في دول الغرب مثل الولايات المتحدة الأمريكية وكندا والمملكة المتحدة وكذلك دول الخليج العربي.